# 燈籠樹鬚魚
燈籠樹鬚魚為輻鰭魚綱鮟鱇目棘茄魚亞目鬚角鮟鱇科的其中一種，分布於北大西洋區的冰島、紐芬蘭、格陵蘭等海域，屬深海魚類，棲息深度可達1000公尺，雌魚體長可達19.2公分，屬肉食性，雄魚寄生在雌魚身上。

## 擴展閱讀
維基物種上的相關：燈籠樹鬚魚